# Billiárd
A billiárd milliószor milliárdot jelent: 1015.
Kiírva 1 000 000 000 000 000 (egybilliárd). A billiárdot jelentő SI-prefixum: peta.